# Metal Gear 25th Anniversary: Metal Gear Music Collection
Metal Gear 25th Anniversary: Metal Gear Music Collection – album kompilacyjny wydany 22 sierpnia 2012 zawierający muzykę z serii Metal Gear. Album zawiera utwory z gier: Guns of the Patriots, Metal Gear Online oraz Peace Walker.

## Lista utworów
| Nr | Tytuł utworu                                      | Kompozytor                                              | Długość |
| -- | ------------------------------------------------- | ------------------------------------------------------- | ------- |
| 1. | „Overture ~ Metal Gear Saga”                      | Harry Gregson-Williams                                  | 5:15    |
| 2. | „Love Theme ~ 25th Anniversary Ver.”              | Nobuko Toda, Hideo Kojima, Jackie Presti                | 7:03    |
| 3. | „Metal Gear Solid 4: Guns of the Patriots Medley” | Harry Gregson-Williams, Akihiro Honda, Kazuma Jinnouchi | 10:25   |
| 4. | „Here's to You”                                   | Ennio Morricone, Harry Gregson-Williams                 | 5:48    |
| 5. | „Gem Impact Tracks”                               | GEM Impact                                              | 8:55    |
| 6. | „Metal Gear Online Tribute Medley”                | Akihiro Honda                                           | 7:21    |
| 7. | „Metal Gear Solid: Peace Walker Medley”           | Harry Gregson-Williams, Norihiko Hibino                 | 9:40    |
| 8. | „Heavens Divide”                                  | Rika Muranaka                                           | 5:13    |
| 9. | „Alerts & Cautions”                               | Kazuma Jinnouchi, Akihiro Honda, Nobuko Toda            | 9:56    |
|    |                                                   |                                                         | 1:09:36 |